# Ditis
 (décembre 2020).
Ditis est une ancienne maison d'édition franco-suisse créée par Frédéric Ditis à Genève en 1945.
En août 1946, le siège de la maison est en partie transféré à Paris, d'abord au 4, rue Choron, puis finalement au 13 rue de Buci. La direction en est confiée à Paul Alexandre, un ami de Ditis. Une filiale a pignon sur rue à Bruxelles.
Orientées vers le roman policier d'énigme, le suspense, le roman noir et la science-fiction, les collections de Ditis visent un large public, notamment Détective-club, spécialisée dans le roman policier, qui publie, entre 1945 et 1955, quatre-vingt-dix-sept numéros, et La Chouette qui permet à de jeunes auteurs français de faire leurs premières armes et qui totalise deux cent vingt numéros sous des couvertures signées Giovanni Benvenuti.
L'une des forces commerciales de Ditis repose sur son mode de diffusion : les ouvrages de La Chouette, par exemple, sont vendus 0,75 centimes (75 anciens francs) pièce dans les rayons des Prisunic, Monoprix et autres chaînes. Le rythme des publications passe de 2 à 4 titres par mois, et le tirage connaît des pointes à 75 000 exemplaires. Au catalogue se retrouvent André Héléna, Gilles Perrault, Jean-Pierre Ferrière, Michel Averlant, Geneviève Manceron et même le premier roman de David Goodis.
Les éditions Ditis cessent leurs activités en 1962. Entre-temps, son fondateur a lancé la collection J'ai Lu et la sous-collection J'ai lu policier réédite dans les années 1960 plusieurs des romans parus dans Détective-Club.

## Sources
- Jacques Baudou et Jean-Jacques Schleret, Les Métamorphoses de la Chouette, Éditions Futuropolis, 1986